# Ida Finzi
Ida Finzi, née le 1er septembre 1867 à Trieste (capitale du land de la région du Littoral autrichien de l'Empire austro-hongrois) et morte le 23 janvier 1946 à Portogruaro (Royaume d'Italie) est une journaliste et écrivaine italienne.
Elle est connue aussi sous les pseudonymes de Haydée et La dame en gris (La signora in grigio en langue italienne).
Appréciée à son époque, elle est tombée dans l'oubli. Doretta Cisano et Faustina Bon sont considérées ses œuvres les plus significatives.

## Biographie
Ida Finzi naît à Trieste en 1867, issue d'une famille juive aisée originaire de Vénétie, qui lui transmet l'amour des arts et les valeurs du Risorgimento. Elle a une sœur et un frère. D'esprit vivace et extrovertie, elle commence à écrire très jeune et brille en société. Après avoir obtenu son diplôme en 1881, elle doit arrêter ses études à cause de la faillite de sa famille, survenue au milieu des années 1880.
Ida Finzi commence sa carrière de journaliste sur des journaux locaux de Trieste. Au fil du temps, elle écrit sur L'Indipendente (it), Il Piccolo, il Piccolo della Sera, le Fanfulla della domenica (it), La Sera,, ou encore sur les revues Nuova antologia (it) et La lettura (it), parmi d'autres. Son style d'écriture a été comparé à celui de Matilde Serao,.
Vers 1887 ou 1889, elle se fait remarquer par l'éditeur Emilio Treves (it), connu pour être « peu tendre avec les femmes de lettres ». L'éditeur lui demande de collaborer à L'Illustrazione popolare d'abord et à la revue hebdomadaire L'illustrazione italiana ensuite, où elle publie une série d'articles appréciés sur l'Exposition universelle de Paris de 1899,. Elle signe ses articles sous le pseudonyme La signora in grigio,.
À la même époque, en participant à quelques concours littéraires où elle remporte presque tous les prix, elle se fait également remarquer en tant qu'écrivaine,,. En 1903, sa nouvelle Quintetto est récompensée par Boito, Giacosa, Negri, Vignoli et Piola,. Elle publie des nouvelles, des pièces de théâtre, des œuvres pour l'enfance qui mettent en scène des jeunes filles, un choix pas très fréquent à son époque. Elle explore les relations familiales (en Il ritorno, récompensé à Rome en 1896 par Bonghi, Fogazzaro et Cesareo), le rapport mère-enfant, la condition féminine (Doretta Cisano, 1933),, les rapports entre enfants à la façon du Livre-Cœur (en Allieve di Quarta, 1922),. Elle s'inspire et adapte en version féminine également le Faust (Faustina Bon) et le Le Comte de Monte-Cristo (La signorina di Montecristo, entre polar et roman rose).
Irrédentiste, elle déclame une poésie aux allures politiques lors d'une manifestation de personnes sans emplois, qui sera publiée en 1916 à Milan, où elle va vivre après l'entrée de l'Italie dans la Première Guerre mondiale, en quittant Trieste pour des raisons politiques,. Ici, elle est embauchée par la maison d'édition Treves (it) et écrit en faveur de l'italianité de Trieste,. Sur L'illustrazione italiana sort son article sur l'annexion de Trieste à l'Italie et en 1918 elle rentre dans sa ville natale et commence à collaborer avec le quotidien L'Era nuova de Francesco Paoloni (it), dont elle sera directrice.
Dans l'entre-deux-guerres, elle se rapproche de l'idéologie fasciste (it), jusqu'à arriver à écrire, entre 1935 et 1938, pour le journal du régime Il popolo di Trieste. Elle célèbre le rôle de la femme en tant que mère, dans et pour la nation fasciste (Il libro della mamma e del bambino, 1934).
En 1943, l'application des lois raciales fascistes et la persécution des Juifs, qui décimeront sa famille, l'obligent à quitter Trieste pour Rome. Elle échappe à la déportation en se cachant à Portogruaro. Elle y décède de pneumonie trois ans plus tard, dans un hospice, le 23 janvier 1946,. Sur sa tombe au cimetière de Portogruaro l’épigraphe a été écrite par Silvio Benco.

## Vie privée
Tout en célébrant la femme-mère, notamment dans son œuvre pédagogique Libro della madre e del bambino, Ida Finzi est célibataire et n'a pas d'enfants,. Au contraire, en qualité d'écrivaine et journaliste elle a une vie active et moderne (qu'elle décrit en Doretta Cisano), ce qui lui permet d'aider sa famille d'origine en difficulté financière.

## Œuvres
- (it) Ida Finzi, Il ritorno, Roma, Viarengo, 1903 (lire en ligne)
- (it) Ida Finzi, Faustina Bon, Milano, 1914
- (it) Ida Finzi, Vita triestina avanti e durante la guerra, Milano, Treves, 1916 (lire en ligne)
- (it) Ida Finzi, Le quasi artiste, Milano, Treves, 1925 (lire en ligne)